# Calcio Forlì 1993-1994
Questa pagina raccoglie le informazioni riguardanti il Calcio Forlì nelle competizioni ufficiali della stagione 1993-1994.

## Stagione
Ritornato tra i professionisti dopo quattro stagioni giocate nei dilettanti, il Forlì nella stagione 1993-1994 disputa il girone B del campionato di Serie C2. Ottiene il quinto posto con 53 punti, frutto di 14 vittorie, 11 pareggi e 9 sconfitte, la vittoria per la prima volta nella storia del calcio italiano viene pagata tre punti, invece dei due da sempre corrisposti prima. Alla fine di luglio arriva la sperata notizia del ripescaggio del Forlì, dopo il secondo posto ottenuto alle spalle della Maceratese, lo scorso torneo nel Campionato Nazionale Dilettanti. Il diesse Raniero Balzani porta a Forlì il tecnico di Bellaria Franco Varrella, pupillo di Arrigo Sacchi, sostenitore e fautore del gioco a zona. La scelta si dimostra azzeccata, i galletti disputano un buon campionato, centrando il quinto posto, dimostrandosi una formazione ben costruita e ben disposta in campo, salgono in Serie C1 il Gualdo ed il Pontedera. Ha esordito con i biancorossi con la maglia numero 6, a 19 anni il forlivese Alberto Calderoni nel ruolo di libero. Stabilirà il record di 398 presenze in 14 campionati, il meglio di tutti i tempi nella storia del Forlì. Miglior marcatore di stagione Andrea Galassi con 10 reti. Nella Coppa Italia i biancorossi disputano il girone E che ha promosso ai sedicesimi di finale il Carpi.

## Rosa
| N. |                   | Ruolo | Calciatore         |
| -- | ----------------- | ----- | ------------------ |
|    | Italia (bandiera) | C     | Giuseppe Angelini  |
|    | Italia (bandiera) | D     | Alessandro Biserna |
|    | Italia (bandiera) | A     | Patrizio Brescini  |
|    | Italia (bandiera) | D     | Alberto Calderoni  |
|    | Italia (bandiera) | C     | Massimo Cardelli   |
|    | Italia (bandiera) | C     | Michele Cazzarò    |
|    | Italia (bandiera) | D     | Enzo Concina       |
|    | Italia (bandiera) | C     | Simone Confalone   |
|    | Italia (bandiera) | D     | Samuele Conficconi |
|    | Italia (bandiera) | C     | Ernesto Drudi      |
|    | Italia (bandiera) | C     | Pasquale D'Orsi    |
|    | Italia (bandiera) | P     | Fabio Finucci      |
|    | Italia (bandiera) | P     | Yuri Gadoni        |

| N. |                   | Ruolo | Calciatore         |
| -- | ----------------- | ----- | ------------------ |
|    | Italia (bandiera) | C     | Andrea Galassi     |
|    | Italia (bandiera) | C     | Luigi Galli        |
|    | Italia (bandiera) | C     | Dino Giannascoli   |
|    | Italia (bandiera) | C     | Alessandro Lorenzi |
|    | Italia (bandiera) | D     | Mirko Mattei       |
|    | Italia (bandiera) | A     | Tiziano Piovaccari |
|    | Italia (bandiera) | C     | Marco Prati        |
|    | Italia (bandiera) | D     | Tobia Pupita       |
|    | Italia (bandiera) | A     | Antonio Rebesco    |
|    | Italia (bandiera) | D     | Maurizio Ricci     |
|    | Italia (bandiera) | C     | Mauro Roberto      |
|    | Italia (bandiera) | A     | Giovanni Volpi     |
|    | Italia (bandiera) | D     | Nunzio Zavarone    |

## Risultati

### Campionato

#### Girone di andata
| Arbitro: | Sciamanna (Ascoli Piceno) |

|                                          |           |  |
| Turchi 5’ Costantini 76’ Bonaventura 90’ | Marcatori |  |

| Forlì 19 settembre 1993 2ª giornata | Forlì           | 0 – 0 | Montevarchi | Stadio Tullo Morgagni\| Arbitro: \| Simondi (Ivrea) \| |
| Arbitro:                            | Simondi (Ivrea) |       |             |                                                        |

| Arbitro: | Strocchia (Nola) |

|              |           |  |
| Cecchini 80’ | Marcatori |  |

| Arbitro: | Pizzini (Verona) |

|                         |           |               |
| Rebesco 90’ Galassi 92’ | Marcatori | 65’ Di Nicola |

| Viareggio 10 ottobre 1993 5ª giornata | Viareggio           | 0 – 0 | Forlì | Stadio dei Pini\| Arbitro: \| Castellani (Verona) \| |
| Arbitro:                              | Castellani (Verona) |       |       |                                                      |

| Forlì 17 ottobre 1993 6ª giornata | Forlì            | 0 – 0 | Livorno | Stadio Tullo Morgagni\| Arbitro: \| Casaluci (Lecce) \| |
| Arbitro:                          | Casaluci (Lecce) |       |         |                                                         |

| Arbitro: | Biasutto (Vicenza) |

|                    |           |             |
| Onorato 53’ (rig.) | Marcatori | 82’ Rebesco |

| Arbitro: | Anselmo (Asti) |

|                                      |           |                   |
| Cazzarò 18’ Galassi 56’ Cardelli 66’ | Marcatori | 8’, 63’ Bongiorni |

| Arbitro: | M. Messina (Monza) |

|  |           |            |
|  | Marcatori | 6’ Galassi |

| Arbitro: | Cossero (Udine) |

|                                       |           |  |
| Piovaccari 31’ Galassi 57’ Pupita 82’ | Marcatori |  |

| Arbitro: | Sorte (Bergamo) |

|                           |           |  |
| Tonetto 48’ D'Aloisio 89’ | Marcatori |  |

| Arbitro: | Alvino (Salerno) |

|             |           |  |
| Galassi 48’ | Marcatori |  |

| Forlì 12 dicembre 1993 13ª giornata | Forlì                   | 0 – 0 | L'Aquila | Stadio Tullo Morgagni\| Arbitro: \| Pititto (Vibo Valentia) \| |
| Arbitro:                            | Pititto (Vibo Valentia) |       |          |                                                                |

| Arbitro: | Santoruvo (Bari) |

|              |           |                                    |
| Visentin 35’ | Marcatori | 57’ Rebesco 74’ Brescini 89’ Galli |

| Arbitro: | Mandolito (Cosenza) |

|             |           |             |
| Galassi 26’ | Marcatori | 85’ Moretti |

| Arbitro: | Pirrone (Messina) |

|  |           |                             |
|  | Marcatori | 32’ Cardelli 42’ Piovaccari |

| Arbitro: | Perissinotto (Venezia) |

|                                 |           |             |
| Cazzarò 50’ Brescini 79’ (rig.) | Marcatori | 88’ Pennone |

#### Girone di ritorno
| Arbitro: | Ciambotti (Empoli) |

|             |           |                                   |
| Cazzarò 16’ | Marcatori | 38’ (aut.) Calderoni 47’ Cocciari |

| Arbitro: | Rizzo (Catania) |

|  |           |                                 |
|  | Marcatori | 38’ D'Orsi 75’ (aut.) Venturini |

| Arbitro: | Acronzio (Teramo) |

|                          |           |                           |
| Brescini 10’ (32), rig.’ | Marcatori | 21’ M. Rossi 77’ Aglietti |

| Arbitro: | F. Bizzotto (Castelfranco Veneto) |

|                                  |           |  |
| Colasante 23’ Nicoletti 69’, 72’ | Marcatori |  |

| Arbitro: | Pascariello (Lecce) |

|  |           |                       |
|  | Marcatori | 39’ Valori 60’ Lugnan |

| Livorno 20 marzo 1994 23ª giornata | Livorno          | 0 – 0 | Forlì | Stadio Armando Picchi\| Arbitro: \| Corda (Cagliari) \| |
| Arbitro:                           | Corda (Cagliari) |       |       |                                                         |

| Arbitro: | Alvino (Salerno) |

|                             |           |  |
| Brescini 22’ Piovaccari 65’ | Marcatori |  |

| Ponsacco 10 aprile 1994 25ª giornata | Ponsacco                    | 0 – 0 | Forlì | Stadio Comunale\| Arbitro: \| Ingenito (Nocera Inferiore) \| |
| Arbitro:                             | Ingenito (Nocera Inferiore) |       |       |                                                              |

| Arbitro: | Amorico (Foggia) |

|                                                |           |  |
| Galassi 22’, 48’ Brescini 55’, 58’ Lorenzi 85’ | Marcatori |  |

| Arbitro: | Bianchi (Prato) |

|                |           |  |
| Cancellato 90’ | Marcatori |  |

| Arbitro: | M. Branzoni (Pavia) |

|                                          |           |           |
| Cardelli 32’, 69’ D'Orsi 54’ Lorenzi 81’ | Marcatori | 19’ Marri |

| Arbitro: | Fausti (Milano) |

|  |           |                      |
|  | Marcatori | 3’ (aut.) M. Coppola |

| Arbitro: | Esposito (Venezia) |

|                                  |           |             |
| D. Di Vincenzo 55’, 61’ Naso 81’ | Marcatori | 16’ Galassi |

| Arbitro: | Biasutto (Vicenza) |

|                         |           |  |
| Galassi 15’ Rebesco 71’ | Marcatori |  |

| Arbitro: | Alban (Bassano del Grappa) |

|             |           |  |
| Moretti 85’ | Marcatori |  |

| Arbitro: | Innocente (Udine) |

|              |           |                |
| Brescini 77’ | Marcatori | 50’ A. Ferrari |

| Cecina 19 giugno 1994 34ª giornata | Cecina                 | 0 – 0 | Forlì | Stadio Loris Rossetti\| Arbitro: \| Perissinotto (Venezia) \| |
| Arbitro:                           | Perissinotto (Venezia) |       |       |                                                               |

## Coppa Italia

### Girone E
| 22 agosto 1993 1ª giornata |  | – Turno di riposo Forlì |  |  |

| Arbitro: | Lion (Padova) |

|           |           |                |
| Volpi 54’ | Marcatori | 67’ Aldrovandi |

| Lugo di Romagna 29 agosto 1993 3ª giornata | Baracca Lugo               | 0 – 0 | Forlì | Stadio Ermes Muccinelli\| Arbitro: \| Alban (Bassano del Grappa) \| |
| Arbitro:                                   | Alban (Bassano del Grappa) |       |       |                                                                     |

| Cento 1º settembre 1993 4ª giornata | Centese           | 0 – 0 | Forlì | Stadio Loris Bulgarelli\| Arbitro: \| Guiducci (Arezzo) \| |
| Arbitro:                            | Guiducci (Arezzo) |       |       |                                                            |

| Arbitro: | D. Messina (Bergamo) |

|                      |           |                                          |
| Volpi 2’ Biserna 10’ | Marcatori | 9’ Turcheschi 19’ Vessella 88’ S. Protti |